# Réréwa
Réréwa ist ein Dorf im Arrondissement Zinder V der Stadt Zinder in Niger.

## Geographie
Das von einem traditionellen Ortsvorsteher (chef traditionnel) geleitete Dorf befindet sich südöstlich des Stadtzentrums im ländlichen Gemeindegebiet von Zinder, der Hauptstadt der gleichnamigen Region Zinder. Die Nachbardörfer von Réréwa sind im Nordwesten Nawach Kalé hinter dem Weiler Garin Gona Garin Galadima, im Nordosten Diney Garin Galadima, im Osten Dinney Bougage und Dakarou Jiran Torri hinter dem Weiler Garin Tallé sowie im Süden Garin Idéli und Garin Maman.
Wie im gesamten Gemeindegebiet von Zinder herrscht das Klima der Sahelzone vor, mit einer durchschnittlichen jährlichen Niederschlagsmenge zwischen 300 und 400 mm.

## Geschichte
Bei einer Untersuchung im Jahr 1990 wurde beim Befall mit der Saugwürmer-Art Schistosoma haematobium unter den 10- bis 13-Jährigen im Ort eine Prävalenz von acht Prozent festgestellt.

## Bevölkerung
Bei der Volkszählung 2012 hatte Réréwa 2338 Einwohner, die in 416 Haushalten lebten. Bei der Volkszählung 2001 betrug die Einwohnerzahl 1230 in 221 Haushalten und bei der Volkszählung 1988 belief sich die Einwohnerzahl auf 1440 in 210 Haushalten.

## Wirtschaft und Infrastruktur
Es gibt eine Schule im Dorf. Wasser aus Réréwa wird in Kanistern und Fässern nach Nawach Kalé geschafft und dort verkauft.